# Maria Podlewska
Maria Waleria Podlewska (ur. 9 grudnia 1862 w Płocku, zm. 17 grudnia 1948 w Krakowie) – polska malarka.

## Życiorys
Urodziła się w Płocku w 1862 r.. Była córką Józefy Podlewskiej (z d. Brynkówny) oraz Karola Podlewskiego. Miała pięcioro rodzeństwa: trzech braci (Kazimierza, Antoniego i Feliksa) oraz dwie siostry (Urszulę Martę i Józefę Teresę). W wieku dziewięciu lat przeniosła się do Wilna, gdzie zamieszkała z siostrą matki Emilią z Brynków Mierzejewskiej.
Podlewska studiowała na Wyższych Kursach dla Kobiet Adriana Baranieckiego. Z polecenia Jana Matejki po ukończeniu drugiego kursu prowadziła na Kursach Baranieckiego lekcje rysunku. Jednym z pierwszych ważniejszych obrazów Podlewskiej jest kopia portretu Karola Podlewskiego spod pędzla Jana Matejki.
W latach 1892-1893 Podlewska studiowała w Paryżu na Académie Julian. Po powrocie z zagranicy została uznaną krakowską portrecistką. W 1918 została sekretarzem Związku Artystek Polskich we Lwowie.
Podlewska zmarła po długiej i ciężkiej chorobie 17 grudnia 1948 roku w Krakowie. Została pochowana na cmentarzu Rakowickim 20 grudnia o godzinie czternastej.